# Szumirad
Szumirad este o arie protejată (sit de importanță comunitară — SCI) din Polonia întinsă pe o suprafață de 98,32 ha, integral pe uscat.

## Localizare
Centrul sitului Szumirad este situat la coordonatele 50°50′01″N 18°16′23″E / 50.8335°N 18.273°E.

## Înființare
Situl Szumirad a fost declarat sit de importanță comunitară în decembrie 2012 pentru a proteja un număr necunoscut de specii din flora spontană și fauna sălbatică aflate în arealul zonei.

## Biodiversitate
Situată în ecoregiunea continentală, aria protejată conține 6 habitate naturale: Mlaștini împădurite, Lacuri eutrofice naturale cu vegetație de tip Magnopotamion sau Hydrocharition, Cursuri de apă de la nivel de câmpie la nivel montan, cu vegetație Ranunculion fluitantis și Callitricho-Batrachion, Turbării active, Mlaștini turboase de tranziție și turbării mișcătoare, Păduri aluvionare cu Alnus glutinosa și Fraxinus excelsior (Alno-Padion, Alnion incanae, Salicion albae).
La baza desemnării sitului se află un număr nedeclarat de specii protejate.